# Veteris
Veteris (couramment orthographié Vitiris, Vheteris, Huetiris et Hueteris) était un dieu celtique attesté par de nombreuses inscriptions en Grande-Bretagne romaine. Les dédicants étaient généralement des particuliers et étaient exclusivement des hommes. Pendant le IIIe siècle av. J.-C. le culte était particulièrement populaire parmi les rangs de l'armée romaine.
Le nom de Veteris n'a jamais été lié à celui de l'un des dieux classiques romains, mais il a été invoqué avec un autre dieu local, Mogons, à Netherby.

## Étymologie
Veteris peut être apparenté à la racine proto-celtique * weto- signifiant 'air' ou * wī-ti- signifiant 'nourriture'.

## Lieux de Culte
Veteris a été vénéré en Bretagne romaine, les pierres d'autel qui lui ont été élevées ont donc été retrouvées au Royaume-Uni, comme celles retrouvées à:
- Netherby (971 [Mogont Vitire], 973 [Huetiri])
- Carrawburgh (1548 [Veteri], 1549 [Huiteribus])
- Vercovicium (1602 [Hueteri], 1603 [Huitri], 1604-7 [Veteribus])
- Mur d'Hadrien (2068 [Veteri], 2096 [Huiteribus])
- Catterick (727)
- Chester-le-Street (1046 [Vitiri], 1047 [Vitiribus], 1048 [Vitbus])
- South Shields (1070c [Ansu Vitiri])
- Lanchester (1087, 1088)
- Ebchester (1103 & 1104 [Vitiri])
- Corbridge (1139 [Veteri], 1140 [Vitiri], 1141 [Vit])
- Benwell (1335 [Vetri], 1336 [Vitirbus])
- Chesters (1455 [Vitiri], 1456 [Veteribus], 1457 [Vitirbus], 1458 [Votris?])
- Great Chesters (1728 [Vetiri], 1729 & 1730 [Veteribus])
- Chesterholm (1697 [Veteri], 1698 [Veteri], 1699 [Veteribus], 1722e & 1722f [Veteribus])
- Carvoran (1793-5 [Veteri], 1796 [Vetiri], 1797 [Vetiriu], 1798 [Viterino], 1799-1801 [Vitiri], 1802/3 [Veteribus], 1804 [Viteribus], 1805 [Vitiribus])

Quarante autels à ce dieu sont enregistrés, certains faisant allusion à Veteris en tant qu'entité unique, d'autres à une version multiple, peut-être une triade. On sait peu de choses sur la fonction ou le caractère spécifique du dieu. À l'occasion, on trouve une iconographie associée à Veteris: par exemple, un autel de Carvoran est décoré avec des images de sanglier et de serpent, le sanglier indiquant la chasse ou la guerre et le serpent la guérison ou la mort.

### Pages connexes
- Religion celtique